# 武儀川

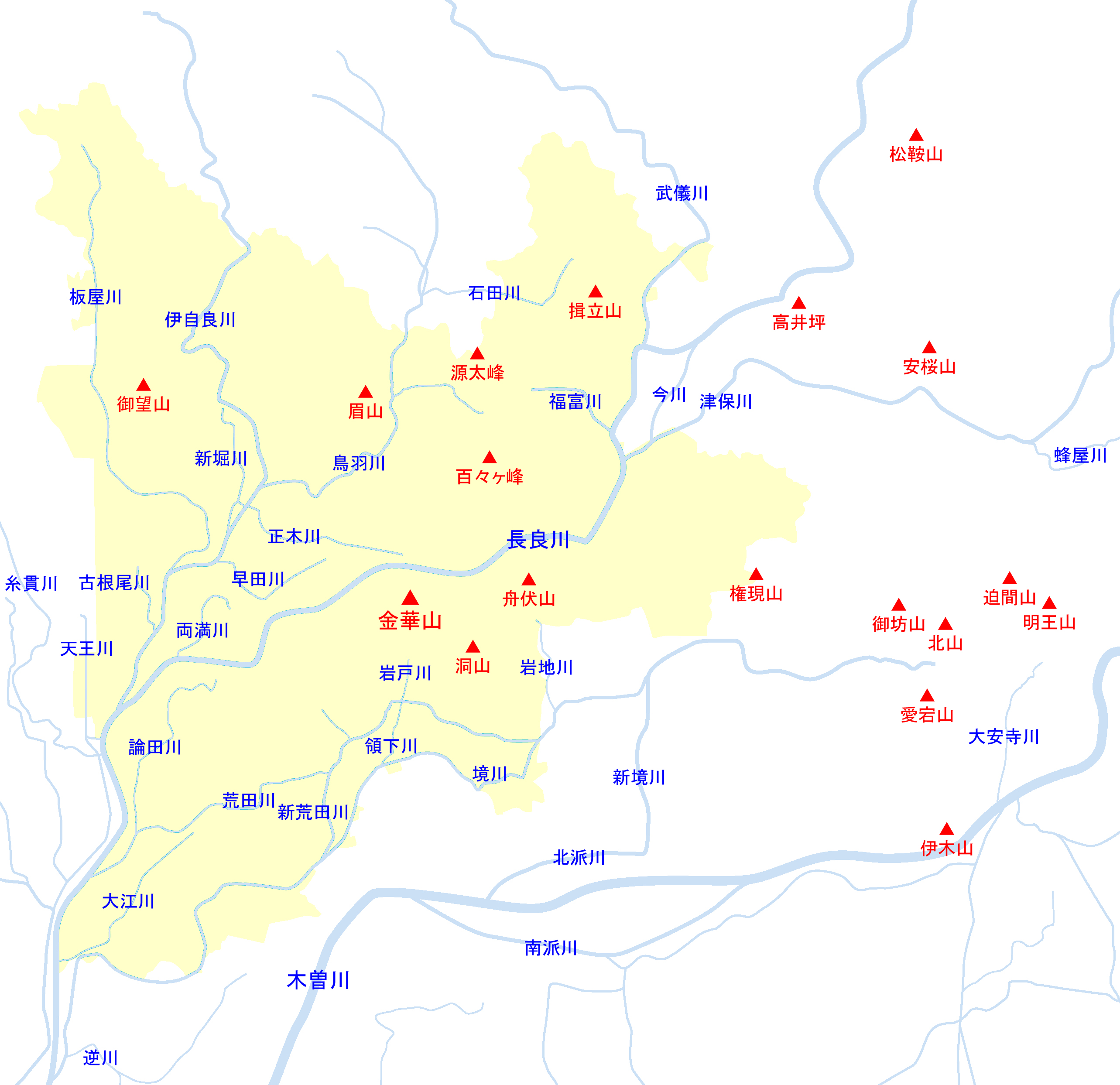
岐阜市周辺主要河川の位置関係図

武儀川（むぎがわ）は、木曽川水系の一級河川。岐阜県山県市・関市・岐阜市を流れる。長良川・揖斐川を経て伊勢湾に至る木曽川の3次支川。

## 地理
岐阜県山県市葛原の尾並坂峠付近が水源。源流から南東へと流れ、山県市谷合付近で神崎川、山県市笹賀付近で日永谷川、山県市岩佐付近で西洞川、関市武芸川町宇多院付近でエゴ川を合流した後に、関市千疋付近で長良川に合流する。
尾並坂峠を含む範囲に全長約25キロメートルの武儀川断層が存在しており、武儀川の流路もこの断層に沿う部分が多い。特に山県市富永から関市武芸川町八幡の区間は断層鞍部が連なっており、国道418号や岐阜県道200号神崎高富線も武儀川に沿って整備されている。
武芸川町谷口付近からは川幅が狭まり、両岸に河岸段丘を形成する。関市武芸川町小知野付近からは一段と川幅が広がり、流れも緩やかになる。この付近から河川改修や災害復旧による護岸が増え、関市武芸川町高野付近から南に、関市武芸川町跡部付近から長良川合流点にかけては南東に流れを変える。

## 主な橋
並行区間が多い国道418号は、網掛大橋・愛相橋・百瀬橋・和合橋などが架かる。
- 千疋橋（岐阜県道79号関本巣線）
- 宮前大橋
- 武儀川橋（東海環状自動車道・国道475号）
- 南武芸橋（岐阜県道94号岐阜美濃線）
- 宝見橋
- 新桜橋（岐阜県道59号北野乙狩線）
- 一色橋
- 美山大橋（国道256号）